# Taygetomorpha puritana
Espèce
Taygetomorpha puritana est une espèce d'insectes lépidoptères (papillons) de la famille des Nymphalidae et de la sous-famille des Satyrinae et du genre Taygetomorpha.

## Dénomination
Taygetomorpha puritana a été décrit par Andrew Gray Weeks (d) en 1902 sous le nom de Taygetis puritana.

### Noms vernaculaires
Taygetomorpha puritana se nomme Puritana Satyr en anglais.

## Description
Taygetomorpha puritana est un grand papillon dont les ailes antérieures présentent un bord externe convexe et un apex coupé et les ailes postérieures sont dentelées. Le dessus est ocre cuivré avec une fine ligne foncée aux limites des aires basales, discales et postdiscales avec dans l'aire postdiscale une ligne de discrets ocelles centrés de blanc. 
Le revers est de la même couleur ocre cuivré avec la même ornementation.

## Écologie et distribution
Taygetomorpha puritana est présent en Amérique en trois isolats, en Colombie, en Équateur, Bolivie, Pérou et au Brésil.

### Protection
Pas de statut de protection particulier